# Trunk – Locked in
Trunk – Locked in ist ein deutscher Thriller aus dem Jahr 2023. Die Premiere fand auf dem Film Festival Cologne am 24. Oktober 2023 statt. Der Film wurde am 26. Januar 2024 auf Prime Video veröffentlicht.

## Handlung
Die 28-jährige Malina Voss liegt im Kofferraum eines Autos und sieht noch, wie ein Mann mit einer Pistole auf sie zukommt. Dann wird die Heckklappe geschlossen und das Auto fährt los. Die junge Frau wird entführt, aber sie weiß nicht, wo sie ist, und kann sich zunächst auch nicht erinnern, was vorher passiert ist. Mit ihrem Smartphone hält sie Kontakt zur Außenwelt. Sie telefoniert mit ihrer Schwester Mone, die sie jedoch nicht ernst nimmt und nur eine Anleitung zum Befreien aus einem Kofferraum schickt. Auf ihrer Digitalkamera sieht sich Malina Videos an, die sie mit ihrem Freund Enno beim Camping zeigen. Beim Trampen zum Frankfurter Flughafen, von wo aus sie nach Südamerika fliegen wollten, begann dann die Entführung.
Über den Notruf spricht sie mit der Polizistin Elisa Kühne, kann ihr aber nicht viele Informationen über das Auto und den Standort geben. Ihr Vater Wolfgang berichtet ihr von einer Lösegeldforderung in Höhe von 250.000 Euro. Malina schickt ihm ein Foto des Entführers, das sie aus ihrem Video abfotografiert hat, doch er weigert sich aus Angst, mit der Polizei zu reden. Mittels eines abgebrochenen Seitenspiegels, der im Kofferraum liegt, entdeckt Malina an ihrer Hüfte eine große Wunde. Sie nutzt ihre Erfahrung als Medizinstudentin, um die Wunde mit einem Schnürsenkel notdürftig zu nähen. Dabei beruhigt sie sich selbst wie eine Patientin. Sie hört den Entführer, wie er über eine Niere und 4.30 Uhr redet, und äußert gegenüber Elisa einen Verdacht von Organhandel. Sie führt das Gespräch mit der Polizistin auf eine persönliche Ebene und wird ungeduldig.
Als das Auto an einer Tankstelle hält, versucht Malina, um Hilfe zu schreien. Doch der Entführer öffnet den Kofferraum und fordert sie auf, ruhig zu sein. Malina schafft es vor der Weiterfahrt noch, eine Flasche mit DNA des Täters aus dem Kofferraum zu werfen. Dann sieht sie eine Nachricht von Enno: „Sie beobachten mich“. Elisa informiert sie, dass der Vater meint, den Entführer vor zwei Wochen im Krankenhaus gesehen zu haben, aber das Lösegeld noch nicht bezahlen will. Die Entführung könnte damit zusammenhängen, dass die Tochter einer Familie Gabriel starb, als Malina bei ihrer zweiten Notfall-OP ein Fehler unterlief. Wolfgang Voss glaubt, dass das Mädchen daher an Nierenversagen starb.
Malina spricht mit Elisa über Enno und den Rainbow Mountain, doch als die Polizistin Straßensperren andeutet, wird Malina panisch. Danach findet sie unter dem Kofferraum einen Wagenheber. Mit der Stange zerschlägt sie das Rücklicht des Autos und macht einen Autofahrer hinter ihr auf sich aufmerksam. Doch der Entführer fährt den Mann um und rast als Geisterfahrer weg. Dann bemerkt Melina auf ihrem Handy, dass sie sich in Tschechien befinden. Mit einer Scherbe des abgebrochenen Spiegels sieht sie das Kennzeichen und notiert es mit Blut. Sie bekommt übers Telefon Kontakt zu Enno und erfährt, dass er auch im Auto ist. Elisa meldet, dass das Lösegeld bezahlt ist, und kündigt einen bevorstehenden Zugriff an. Wolfgang sagt, dass er vom Verdacht gegenüber den Gabriels abgerückt sei, gibt aber zu, dass er der Familie schon mal Geld gezahlt hat, damit diese die Klage gegen Malina fallenlässt.
Anhand ihres Videos und der Telefonnummer, von der die Lösegeldforderung kam, stellt Malina schockiert fest, dass Enno daran beteiligt ist. In dem Moment fährt das Auto auf eine Fähre. Enno gesteht am Telefon, dass er Schulden hat und in zweifelhaften Deals u. a. Medikamente aus dem Krankenhaus verkauft hat. Dann entschied er sich für die Lösegeldforderung, bestreitet aber, etwas von der Niere gewusst zu haben. Daraufhin bietet Malina ihm Zugriff auf das Treuhandvermögen ihres Vaters an. Um ihn unter Druck zu setzen, täuscht sie eine Schwangerschaft vor, indem sie ihm ein Ultraschallbild ihrer Schwester schickt. Daraufhin überwältigt Enno den Fahrer und bringt das Auto auf der Straße zum Stehen. Als er am Kofferraum erscheint, erschießt der Fahrer ihn jedoch von hinten und wirft die Leiche zu Malina in den Kofferraum.
Malina nimmt eine Videobotschaft für ihre Familie auf. Danach wirft sie die Stange des Wagenhebers zwischen die Räder und bringt das Auto von der Straße ab. Das Auto versinkt im Wasser. Während die Polizei eintrifft, kann Malina sich jedoch über die Rückbank am toten Fahrer vorbei befreien und taucht auf.

## Produktion
Der Thriller ist die vierte deutschsprachige Eigenproduktion auf Amazon Prime Video. Fast die komplette Handlung spielt in einem Kofferraum. Damit handelt es sich um einen Single-Location-Film.

## Rezeption
Frank-Michael Helmke bewertet den Thriller bei Filmszene positiv. Dieser habe „durch eine geschickte und sehr versierte Inszenierung sowie eine klug aufgebaute Handlung […] eine – angesichts des maximal eingeschränkten Handlungsspielraums – beeindruckende Dynamik“. Helmke lobt auch die Protagonistin und die Plot-Twists.
Andere deutsche Rezensenten kommen zu mehr oder weniger negativen Urteilen. Oliver Armknecht meint bei film-rezensionen.de, der Film könne „trotz vereinzelt vielversprechender Elemente nicht überzeugen“. Er kritisiert vorhersehbare Wendungen und unnatürliche Dialoge. Letzteres spricht auch Ulrich Seidler in der Berliner Zeitung an. Er schreibt außerdem, dass sich das „sehr löchrige erzählerische Konzept […] sowohl mit Auswalzungen als auch mit hanebüchenen Plottwists an der selbstauferlegten Single-Location-Herausforderung abrackert.“ Patrick Fey schreibt bei Filmstarts.de: „Trotz einer aussichtsreichen Prämisse enttäuscht Marc Schießers „Trunk“ mit Plattitüden und anti-klaustrophobischen Kompromissen bei der Umsetzung des Beschränkter-enger-dunkler-Ort-Konzepts.“
In der internationalen Kritik wird der Titel dagegen vorwiegend positiv besprochen und mit Titeln wie Buried – Lebendig begraben verglichen.
Bloody Disgusting lobt das Pacing und erklärt: "Trunk – Locked In is a harrowing journey out of the mouth of hell [...] with a breathless ending and a surprising amount of action sequences."
Für Film Carnage ist es ein "a gripping and entertaining thriller, [...] tense from start to finish" und Sina Martens Darstellung "everything you could ask for." Martens Spiel wird in vielen Kritiken als Tour de Force-Performance besonders hervorgehoben und als eindrucksvoll gelobt. Movieweb bekundet sogar: "Hollywood take note. Martens has the talent and stage presence to lead a blockbuster."
Erik Piepenburg von der New York Times empfiehlt den Film vor allem wegen seiner gekonnten Kameraarbeit.